# Monze (Zambie)
Monze est une ville zambienne située dans la province Méridionale. Elle appartient au District de Monze et en est la capitale. Sa population s'élève à 1 502 habitants en 2010.

## Source
- (en) Cet article est partiellement ou en totalité issu de l’article de Wikipédia en anglais intitulé « Monze » (voir la liste des auteurs).